# Bramdean
Bramdean – wieś w Anglii, w hrabstwie Hampshire. Leży 18 km na wschód od miasta Winchester i 87 km na południowy zachód od Londynu.